# Piatto (cucina)

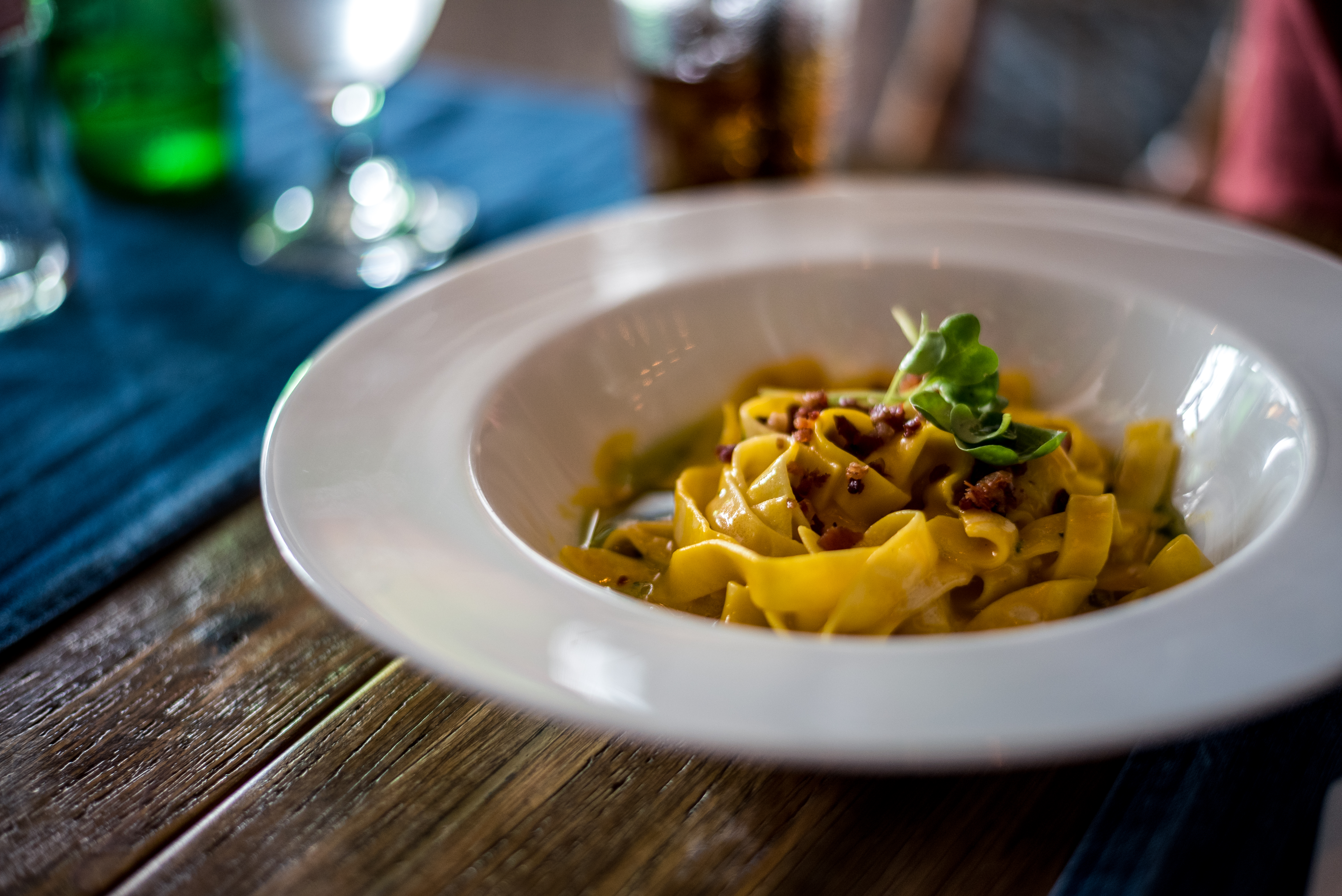
Un piatto di tagliatelle

In cucina, un piatto, o pietanza, è una speciale preparazione alimentare  servita come vivanda o portata di un pasto.
Le istruzioni per preparare un piatto prendono il nome di ricetta, sono tramandate da persona a persona nelle famiglie e nel territorio e sono anche raccolte in appositi libri detti ricettari.

## Tipo e ordine di presentazione
Nella tradizione culinaria italiana, un piatto viene classificato secondo l'ordine con cui viene servito durante un pasto, secondo la seguente successione:
- Antipasto
- Primo piatto
- Secondo piatto
- Contorno
- Dolce
- Frutta

Tuttavia alcuni piatti, ricchi e in porzioni abbondanti, costituiscono da soli un pasto completo, prendendo il nome di piatto unico. 
Nella maggior parte delle cucine mondiali non c'è invece distinzione tra primo e secondo piatto, e viene in genere servito un antipasto (entrée) seguito da un piatto principale (plat principal o main course), a cui è di solito accompagnato un contorno.